# مهدی کوشکی
مهدی کوشکی (زاده ۸ مرداد ۱۳۶۰) نمایشنامه‌نویس، کارگردان، بازیگر تئاتر و بازیگر سینما است.

## فیلم‌شناسی

### سینما
| سال  | نام فیلم    | نقش   | کارگردان           |
| ---- | ----------- | ----- | ------------------ |
| ۱۴۰۰ | لختگی       |       | کاوه دهقانپور      |
| ۱۳۹۹ | حبس مجرد    |       | محمدحسام حدادیان   |
| ۱۳۹۹ | منصور       |       | سیاوش سرمدی        |
| ۱۳۹۹ | یقه سفیدها  | امیر  | شهرام مسلخی        |
| ۱۳۹۹ | اتومبیل     |       | علی میری رامشه     |
| ۱۳۹۹ | سیاه باز    |       | حمید همتی          |
| ۱۳۹۸ | مورچه خوار  |       | شاهد احمدلو        |
| ۱۳۹۸ | بی سر       |       | کاوه سجادی حسینی   |
| ۱۳۹۸ | دابلند      |       | ابراهیم ابراهیمیان |
| ۱۳۹۶ | شاه‌کش       | جهان  | وحید امیرخانی      |
| ۱۳۹۵ | پدیده       |       | علی احمدزاده       |
| ۱۳۹۴ | فروشنده     | سیاوش | اصغر فرهادی        |
| ۱۳۹۴ | لانتوری     | ملک   | رضا درمیشیان       |
| ۱۳۹۲ | مهمونی کامی | آرمین | علی احمدزاده       |

### نمایش خانگی
| سال  | نام فیلم | نقش          | کارگردان       |
| ---- | -------- | ------------ | -------------- |
| ۱۴۰۰ | جیران    | الیاس        | حسن فتحی       |
| ۱۳۹۹ | آقازاده  | الکس         | بهرنگ توفیقی   |
| ۱۳۹۸ | کرگدن    | کوروش        | کیارش اسدی‌زاده |
| ۱۳۹۸ | دل       | مهران تهرانی | منوچهر هادی    |

### تلویزیون
| سال  | نام فیلم   | نقش | کارگردان   |
| ---- | ---------- | --- | ---------- |
| ۱۴۰۱ | راز ناتمام | رضا | امین امانی |

### فیلم کوتاه
| سال  | نام فیلم | نویسنده و کارگردان |
| ---- | -------- | ------------------ |
| ۱۴۰۱ | اضافه    | مهدی کوشکی         |
| ۱۴۰۱ | یوما     | مهدی کوشکی         |

### تئاتر
- وقتی کبوترها ناپدید شدند
- هفتمین جان سگ
- آواز خوان طاس
- دکلره[۶]
- ولپن
- اکلیل
- به خاطر یک مشت روبل
- شیطونی
- تئاتر بد
- سیزده
- هدیه جشن سالگرد
- کاسیت در زنجیر
- شب‌نشینی با شکوه آقاجون
- هملت
- باد شیشه را می‌لرزاند
- شک
- تئاتر شر
- آوازه خوان
- ریچارد دوم
- پانزده سال آینده
- رپرتوار مونولوگ‌ها بر علیه من
- نشانه‌ها
- تابوت عهد
- ماه در آب
- ویتسک
- پرتقال‌های کال
- کالیگولا
- ملکه زیبایی لی‌نین
- شهرت
- در رو روی پستچی باز نکن
- آتن-مسکو
- عشق لرزه
- تهران بلگراد
- کروکی
- سرود صد هزار افلیای عاشق
- دهانی پر از پرنده
- مترسک
- گروه بمرانی
- داستان زمستان
- خدای کشتار
- شنل قرمزی
- سیندرلا
- ویولانت
- مکبف
- نان

## جوایز
- جایزه نمایش نامه نویسی جشنواره سراسری تجربه دانشگاه تهران سال۱۳۸۵
- جایزه کارگردانی جشنواره سراسری تجربه دانشگاه تهران سال ۱۳۸۵
- جایزه بازیگری جشنواره سراسری تجربه دانشگاه تهران سال ۱۳۸۵
- لوح سپاس جشنواره تئاتر ماه برای نمایش کاسیت در زنجیر
- جایزه ادبیات نمایشی دانشگاهی برای نمایش خوناب سال ۱۳۸۷
- لوح سپاس دومین دوره انتخاب آثار برتر ادبیات نمایشی ایران از کانون خانه تئاتر. برای نمایش باد شیشه را می‌لرزاند سال ۱۳۸۶
- جایزه اول کارگردانی جشنواره دانشگاهی برای نمایش ولپن اردیبهشت سال ۱۳۸۸